# Apera spica-venti
Apera spica-venti, ou o casco comum, é uma planta anual ou bimestral do gênero Apera pertencente à família Poaceae.
Esta espécie é nativa da Eurásia do Norte da África nas Ilhas Canárias e da Dinamarca. Naturalmente cresce em pastagens com solo arenoso.
Foi naturalizada nos Estados Unidos, no Canadá e no Extremo Oriente russo. A grama cresce cerca de 40 a 100 centímetros de altura.